# Rețeaua Politică
Rețeaua Politică (RP) este o organizație independentă din România care promovează transparența și independența procesului politic.
A fost fondată de un grup de persoane provenind din mediul privat iar pe 6 noiembrie 2012 s-a lansat oficial ca o nouă mișcare politică, având ca scop transformarea în partid politic și inițierea și promovarea, printre altele, a unor proiecte legislative de modificare a Legii partidelor politice.
A fost fondata de Octavian Marin.
Alaturi de acesta, Sebastian Vasile Doroftei si Ileana Mihaela Ionescu au calitatea de membri fondatori.
Din Consiliul Reprezentativ al miscarii mai fac parte Mirel Plesca, Daniel Wettenstein, Marian Gabriel Nita, Alin Alecu, George Balan sau Mihai Nicula.